# HMAS Nepal (G25)
Le HMAS Nepal (G25/D14) est un destroyer de classe N en service dans la Royal Australian Navy pendant la Seconde Guerre mondiale.

## Conception et construction
Le Nepal avait une longueur hors-tout 108,7 mètres (longueur entre perpendiculaires de 69,95 mètres), un faisceau de 10,9 mètres et un tirant d'eau de 3,98 mètres, déplaçant 1 801 tonnes en charge standard et 2 422 tonnes à pleine charge. Il était propulsé par deux turbines à vapeur à engrenage Parsons alimentés par 2 chaudière à tubes d'eau Admiralty et conduisant tous deux un arbre d'hélice. Sa puissance était de 40 000 chevaux-vapeur (30 000 kW) produisant une vitesse de pointe de 36 nœuds (66,7 km/h). Son équipage se composait de 226 officiers et hommes d'équipage.
Son armement principal était composé de six canons QF Mark XII de 4,7 pouces en trois supports jumelés, un canon QF Mark V de 4 pouces, un canon « pom pom » de 2 livres, quatre mitrailleuses de 0,5 pouce, quatre canons antiaériens de 20 mm Oerlikon, quatre mitrailleuses .303 Lewis, cinq tubes lance-torpilles de 533 mm Pentad, ainsi que deux lanceurs et un rack de charges de profondeur (emportant 45 grenades). Par la suite, son canon de 4 pouces fut retiré lors de son service opérationnel.
Il est mis sur cale sous le nom de HMAS Norseman aux chantiers navals John I. Thornycroft & Company de Southampton (Angleterre) le 9 septembre 1939 et est lancé le 4 décembre 1941. Le même mois, un raid aérien sur le chantier naval l'endommage sérieusement ; un coup direct coupe quasiment le navire en deux. Le navire est réparé et son nom changé en HMAS Nepal, honorant la contribution du Népal à l'effort de guerre britannique. Bien que propriété de la Royal Navy, le Nepal est mis en service par la Royal Australian Navy le 11 mai 1942. Sa construction aura coûté 402 939 livres sterling.

## Historique

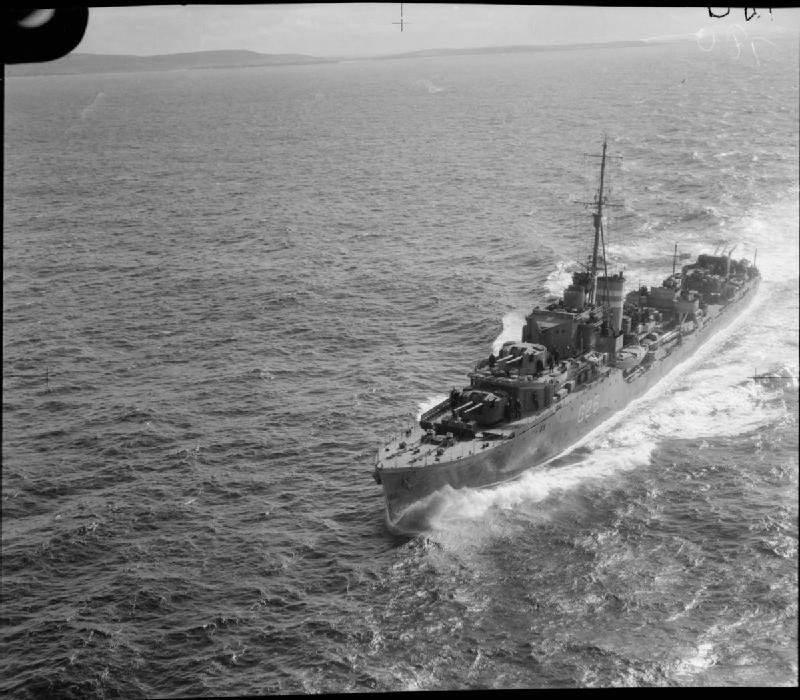
Le Nepal à pleine vitesse.

Après sa mise en service, le Nepal est affecté dans la Home Fleet basée à Scapa Flow. Durant cette période, il apparaît dans le film de guerre britannique Ceux qui servent en mer, où il représente le navire fictif HMS Torrin. En juillet 1942, le destroyer est réaffecté dans l'Eastern Fleet et appareille de l'Écosse pour le Kenya. Au cours du mois de septembre, le destroyer participe aux dernières opérations de la campagne de Madagascar. Pendant le reste de l'année 1942, le destroyer sert d'escorte de convoi tout en effectuant des patrouilles anti-sous-marines depuis le port de Kilindini, à Mombasa (Kenya). En mars 1943, le Nepal fait route vers l'Australie pour un radoub de deux mois en avril et en mai.
Le Nepal retourne dans l'océan Indien en juin 1943 et reprend ses opérations avec l'Eastern Fleet, cette fois depuis Trinquemalay. En avril et mai 1944, le destroyer assiste un porte-avions, participant à l'opération Cockpit et à l'opération Transom, deux raids aériens sur des positions japonaises dans les Indes orientales néerlandaises. En août, il retourne en Australie pour une remise en état, puis est affecté à l'escorte du porte-avions HMS Victorious de la fin de novembre au début de décembre. Du 7 décembre 1944 au 12 février 1945, le Nepal et son sister-ship Napier participent au soutien de la 74e brigade d'infanterie indienne. Le 5 février, le Nepal endommage une de ses hélices lorsqu'il heurte une roche immergée dans la rivière Kaleindaung ; il continua néanmoins son service avec une hélice jusqu'à la fin de son déploiement.
Au début de mars 1945, le Nepal est affecté à la British Pacific Fleet ; son numéro de fanion passe de G25 à D14. Le destroyer opère avec cette flotte jusqu'à la fin de la Seconde Guerre mondiale.

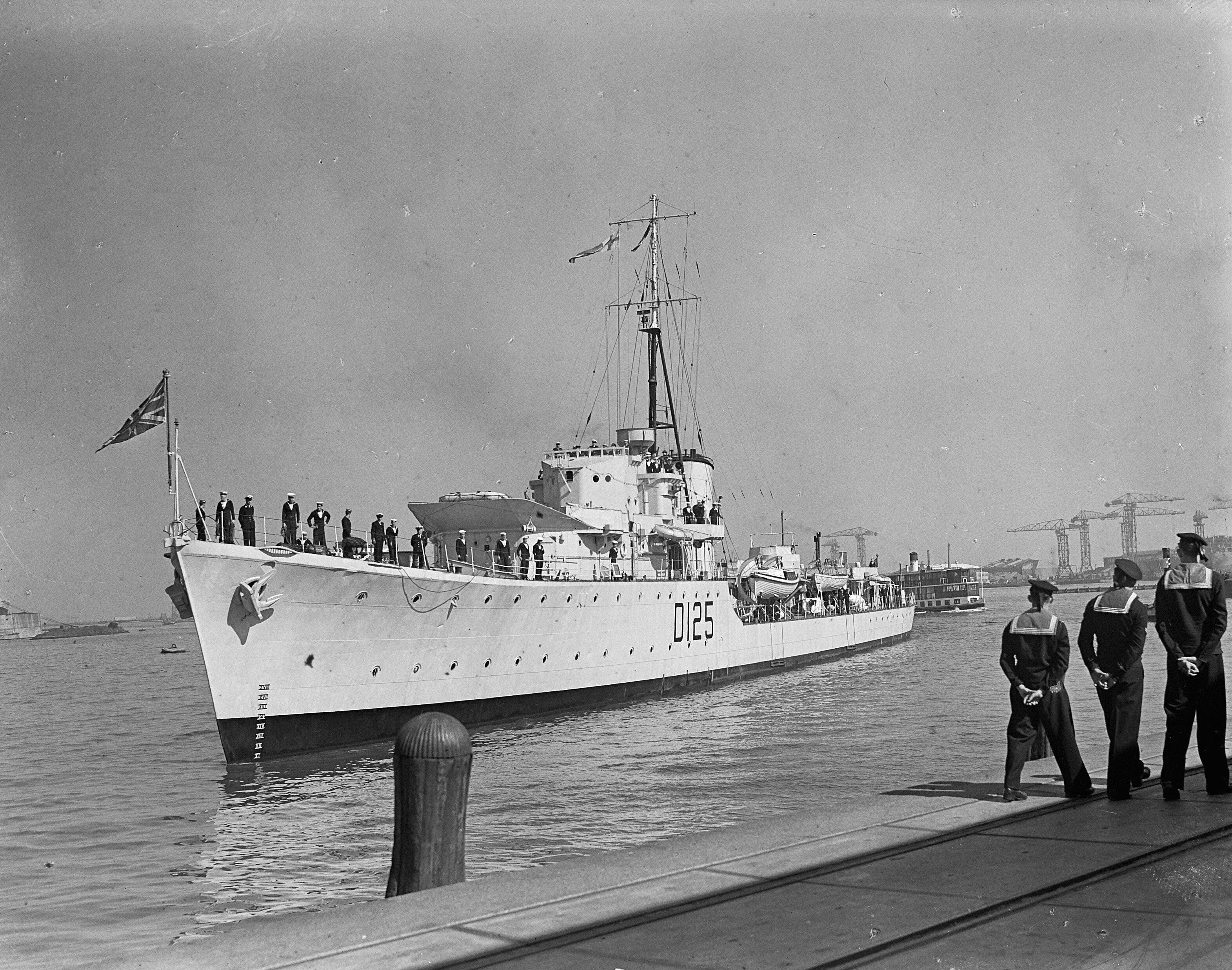
Le Nepal le 12 mai 1950.

Le Nepal arrive à Sydney le 22 octobre, au cours duquel il est désarmé et rendu à la Royal Navy. Remis en service après des réparations et des modifications lors de son retour au Royaume-Uni le 28 décembre 1945, il est utilisé comme navire d'essai de dragueur de mines dans la Manche et ensuite comme navire d'entraînement à Rosyth. Le Nepal est placé en réserve au début de 1951 et il était prévu de le convertir en navire de type 15, mais ce projet fut annulé en mai 1954. Le destroyer est vendu à la British Iron & Steel Corporation en janvier 1956, et démoli au chantier de Thos W Ward (en) à partir du 16 janvier.

## Décorations
Le Nepal a reçu quatre honneurs de bataille pour son service en temps de guerre: "Océan Indien 1942-44", "Birmanie 1944-45", "Pacifique 1945", et "Okinawa 1945".

## Commandement
- Commander Franklyn Bryce Morris du 11 mai 1942 au 30 mars 1944.
- Lieutenant commander John Plunkett-Cole du 31 mars 1944 au 7 octobre 1944.
- Lieutenant commander Charles John Stephenson du 8 octobre 1944 à une date inconnue.